# ラナイ島
ラナイ島（Lanai Island）は太平洋、アメリカのハワイ州に属する島。モロカイ島南岸の沖合に見える。
ハワイ諸島の中心部に位置する火山島で、面積は364.0km2。最高峰はラナイハレ山である。島の愛称としてパイナップル・アイランド、プライベート・アイランドなどと呼称される。これは、かつて世界のパイナップル生産高の20%を占めるほどのパイナップル産出島であったことや、島の98%をアメリカの商事会社キャッスル&クックが所有していたことなどから付いたニックネームである。
島のほぼ中央に位置するラナイ・シティに住民のほとんどが居住している。2012年には、ほぼ全島（98パーセント）がオラクル社の創業者・CEOであるラリー・エリソンに買い占められている。

## 歴史
ラナイ島は先史時代のほとんどの期間をマウイ島に支配されていたため、先住民はほとんど居住していなかった。1778年、ハワイ島の首長であったカラニオプウは、マウイ島との戦争を介してカメハメハ指揮のもと、ラナイ島を占領した。
ヨーロッパ人で最初にこの島を目にしたのは、イギリスのジェームズ・クック船長の後継者、チャールス・クラーク船長で、1779年のことであった。欧米人として初の上陸を果たしたのは1823年にやってきた宣教師ウィリアム・エリスで、エリスは自著Narrative of a Tour of Hawaiにてラナイ島の人口を2000人程度と見積もっている。
1850年代に入るとモルモン教徒によってラナイ・シティの南部に位置するパラワイ盆地にコミューンが形成された。指導者ウォルター・ギブソンのもとでモルモン教徒たちはラナイ島の土地を買い漁った。しかし、1864年、ギブソンが教団名義でなく自分名義で土地を購入していたことが明らかとなり、ブリガム・ヤングによって破門されてしまう。ここでの移譲交渉は失敗に終わり、モルモン教徒はオアフ島へと移住していった。

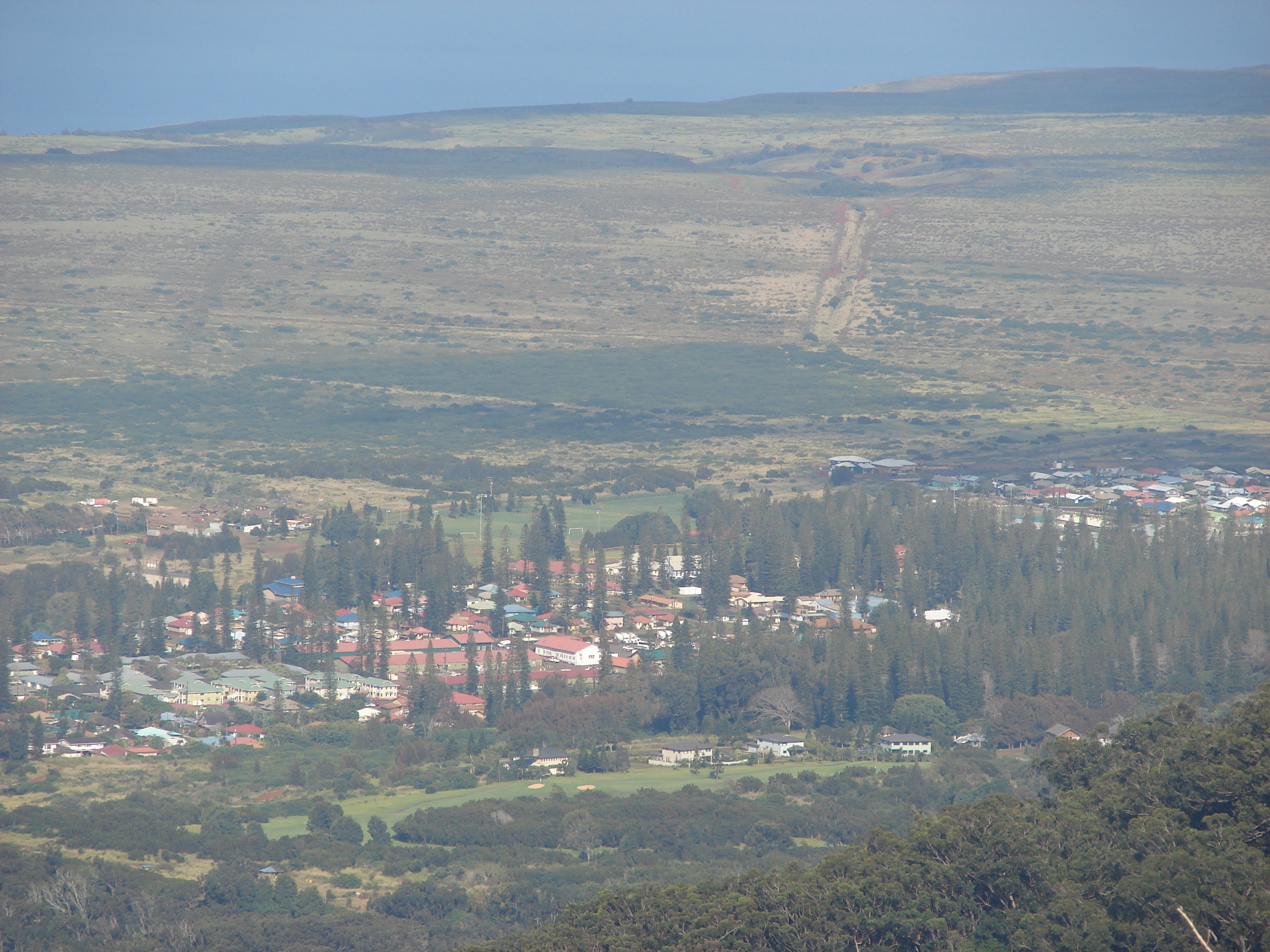
島の中心となったラナイ・シティ

1888年、ギブソンの末裔によってマウナレイ・シュガー・カンパニーが設立されると、サトウキビの栽培が開始された。しかし、これらの事業は1901年には破綻し、ギブソンが所有していた土地は全て売り払われ、その後は所有者が転々とした。
パイナップル王と呼ばれたドール社のジム・ドールが、ラナイ島を世界最大のパイナップル農場にするため、1922年にラナイ島の所有者で牧場経営していたアメリカ人の宣教師ボールドウィン一族からラナイ島を110万ドルという安さで買い取り、島の6分の1をパイナップル畑に開墾して行った。しかし、1966年にドール社はハワイ大財閥の一つキャッスル&クックに買収されてしまう。ドール社買収以後は、キャッスル&クック社がラナイ島の98%の土地を所有する事となる。しかし、1992年東南アジア産の安いパイナップルの市場進出におされ、パイナップル畑が閉鎖となる。キャッスル＆クック社は、ラナイ・シティに「ザ・ロッジ・アット・コエレ」島南端のマネレ・ベイに「ザ・マネレ・ベイ・ホテル」という豪華なホテルを建設、観光振興を図った。現在、両ホテルはフォーシーズンズホテルとなっている。
2012年6月、オラクル・コーポレーションの創業者・CEOのラリー・エリソンが、キャッスル&クックが所有していたラナイ島の土地をすべて金額未公開にて購入した。これにより、島の土地の98%はラリー・エリソンの持ち分となり、残る2%が州有地となる。ラリー・エリソンはこの島を持続可能な開発のモデルとして有機農場などとして開発し、作物を日本などに輸出する構想を持っている。しかし、それから20年経った2022年現在、彼はラナイ島を富裕者向けの島に作り変えていて、伝統的にそこに住む人々の生活がおびやかされていると、報道されている。

## 気候
他のハワイ諸島と比べると乾燥した土地であるが、気候は比較的温暖である。平均気温は夏で23℃、冬で19℃。ラナイ・シティにおける年間降雨量は1060mmであるが海岸沿いになると381mmになる。

## 観光
島の大部分は未開発なままで、国や州、郡の管理する公園は無い。公立公園としてはラナイ・カンパニーが保有するフロポエ・ビーチがある。また、北西から南東に走るラナイハレ山を含むムンロ・トレイルでのハイキングなどが人気を集める。
ゴルフ・リゾートとしても知られており、アメリカのゴルフ雑誌『ゴルフダイジェスト』においてトップ10にランクされるデザイナーコースなどがある。その他、フロポエ・ビーチでのシュノーケリングやスキューバダイビングなども盛ん。